# 安大略省多倫多聖殿
安大略多倫多聖殿（英語：Toronto Ontario Temple）是耶穌基督後期聖徒教會的第44座聖殿。它是繼加拿大艾伯塔卡德斯頓聖殿之後第二座在加拿大建造的聖殿。
該聖殿位於布蘭普頓，地處安大略省多倫多市中心以西32公里。聖殿頂上有個摩羅乃天使的金箔雕像，手裡拿著王牌。
2020年，由于受到2019冠状病毒病疫情影響，安大略多倫多聖殿被迫關門。

## 外部連結
1. ↑  Stack, Peggy Fletcher. "All Latter-day Saint temples to close due to coronavirus" （页面存档备份，存于）, The Salt Lake Tribune, 26 March 2020. Retrieved on 28 March 2020.